# 皇甫泌
皇甫泌（?—?），北宋官员。
少年縱逸，外面養許多女人。向敏中的女婿。向敏中的女儿病重，皇甫泌却终日在外花天酒地，向敏中妻深以為憂，非常生氣，向敏中不得已向宋真宗请求让女儿离婚。官至尚书右丞。以工部侍郎致仕。著有《述闻》一卷、《隐诀》一卷、《补解》一卷、《精微》三卷，又有《纪师说》、《辨道》等。